# Шабак
Загальна служба безпеки Ізраїлю (івр. שרות הביטחון הכללי, Ширу́т га-бітахо́н га-клалі), абр. ШаБаК (івр. שב"כ) або Шин-Бет (івр. שין-בית) — спецслужба системи спецслужб Ізраїлю, займається контррозвідувальною діяльністю та забезпеченням внутрішньої безпеки держави Ізраїль. Порівняно має функції тотожні до ФБР і СБУ. Підпорядкована безпосередньо прем'єр-міністрові Ізраїлю.
Відповідно до закону від 21 лютого 2002 р. операції Шин-Бет всередині Ізраїлю можуть бути розділені на наступні три категорії:

1. проти іноземців в цілому,
2. проти палестинських арабів і
3. проти громадян Ізраїлю[1][2].

## Історія
«Загальна служба безпеки та контррозвідки» (потім за назвою «Загальна служба безпеки Ізраїлю») була створена на базі служби «Шай» (ширут єдіот) — служби безпеки Гаґани 30 червня 1948 р..
Творцем і першим керівником ШаБаКу був Ісер Гарель. Перші два роки служба безпеки входила до складу збройних сил Ізраїлю, її керівник отримав звання підполковника. Потім служба ШаБаК перейшла в підпорядкування прем'єр-міністра Ізраїлю.
Ісер Гарель розгромив від'єднаних від «Ірґуну» ультраправу групу «Лехі» Аврама Штерна і заарештував практично всіх її активістів, за винятком майбутнього прем'єр-міністра Іцхака Шаміра, якого згодом залучив до роботи в ізраїльській розвідці.
У 1949 році Гарель наказав виявляти членів компартії, які наймалися на військові заводи, фотографувати активістів і підслуховувати розмови. Одночасно він вичистив з власної служби членів «лівих партій», зокрема начальника відділу спеціальних операцій Ґершона Рабиновича, який зраджував, на думку Гареля, усі секрети служби передавав колегам політпартії «МАПАМ».
У 1950-і роки служба «ШаБаК» активно працювала проти правих радикалів з «Лехі», але найбільші її зусилля всередині країни були спрямовані проти лівих активістів з партії «МАПАМ», з яких перший керівник ШаБаКу, на ім'я Ісер Гарель мав підозри щодо шпигунства на користь комуністичних країн.
У 1952 р. Гарель був призначений директором зовнішньої розвідки «Моссад» замість Реувена Шілоаха. Одночасно він очолив комітет керівників розвідслужб «Вараш», і фактично став керівником усіх спецслужб Ізраїлю. Прем'єр-міністр Давид Бен-Ґуріон називав його як «мемуне», у перекладі — «відповідальний». До 1963 р. призначення керівника ШаБаКу було чистою формальністю, оскільки всю роботу контролював 
Гарель і всі співробітники підпорядковувалися власне йому.
У 1950 р. були арештовані троє військовослужбовців за звинуваченням у шпигунстві на користь Польщі, у 1956 р. — радянський агент в Міністерстві закордонних справ Ізраїлю Зеєв Авні, у 1960 р. — працював на чехословацьку розвідку професор фізики Курт Сіта.
Найбільш відомою справою того часу стала справа полковника Ісраеля Беєра, який був арештований 1 квітня 1961 р. і засуджений до 15 років тюремного ув'язнення за шпигунство на користь СРСР.
З 1967 р. ШаБаК подвоїла свою активність в Юдеї та Самарії, секторі Гази і на Голанських висотах, з метою запобігання терористичним актам зі сторони арабського населення.
Після угону палестинськими терористами ізраїльського літака «Ель Аль» до Алжиру 22 липня 1968 р. і вбивства ізраїльських спортсменів на Мюнхенській Олімпіаді в 1972 році організацією «Чорного вересня» ШаБаК створив свої відділення у всьому світі для захисту ізраїльських об'єктів, які можуть стати об'єктом уваги терористів.
У 1983 р. ШаБаКом був викритий великий радянський шпигун Маркус Клінґберґ, завербований ще під час Другої світової війни. Клінґберґ передавав радянській розвідці матеріали секретного Інституту у Нес-Ціона, що займався проблемами ЗМУ.
Найбільшим прорахунком ШаБаК, крім незапобігання вбивства Іцхака Рабіна, вважається справа Мордехая Вануну, який працюючи в ядерному центрі в м. Дімоні зумів зробити й винести звідти фотографії, а потім після звільнення безперешкодно виїхати з країни та видати в 1986 р. найбільш секретні відомості про наявність в Ізраїлі ядерної зброї.
У 1987 р. був заарештований агент КДБ СРСР Шабтай Калманович, а в 1988 р. за допомогою «перебіжчика» Олександра Ломова розкрита ціла мережа ПГУ КДБ у складі Романа Вайсфельда, Григорія Лондіна, Анатолія Гендлера і Самуїла Мактея.
У вересні 2002 р. Служба безпеки розкрила групу з 11 ізраїльтян на чолі з підполковником Армії оборони Ізраїлю, які займалися шпигунством на користь «Хезболи». Офіцер надавав ліванським терористам карти північної частини Ізраїлю із зазначенням дислокації військ, а також інформацію про підготовку операцій і маневрів уздовж північного кордону країни. Натомість він отримував від «Хезболи» гроші і наркотики загальною сумою 100 тисяч доларів.
12 грудня 2005 р. ШаБаК заарештувала 58-річного Джіріса Джіріса, колишнього главу ради громади селища Фасута в Галілеї. Слідство вважало, що Д. Джіріс у 2004 р. був завербований іранською розвідкою з метою шпигунства проти Ізраїлю. Але в Ірані сподівалися на те, що Д. Джіріс зможе стати депутатом Кнесету та отримає доступ до цікавої інформації для розвідки.

## Структура
Згідно повідомлення «BBC» ШаБаК складається з трьох департаментів:
1. Департамент у арабських справах (займається протидією арабському терору в Ізраїлі);
2. Департамент у неарабських справах (займається проникненням у резидентури іноземних розвідок і дипломатичних місій неарабських країн в Ізраїлі);
3. Департамент охорони та безпеки (займається охороною уряду Ізраїлю, посольств, важливих підприємств, банків, літаків ізраїльських авіакомпаній тощо).

## Керівники
|    | Початок  | Кінець   | Ім'я           |
| -- | -------- | -------- | -------------- |
| 1  | 1948 рік | 1952 рік | Ісер Гарель    |
| 2  | 1952 р.  | 1953 р.  | Ізі Дорот      |
| 3  | 1953 р.  | 1963 р.  | Амос Манор     |
| 4  | 1964 р.  | 1974 р.  | Йосеф Гармелін |
| 5  | 1974 р.  | 1981 р.  | Аврам Ахітув   |
| 6  | 1981 р.  | 1986 р.  | Аврам Шалом    |
| 7  | 1986 р.  | 1988 р.  | Йосеф Гармелін |
| 8  | 1988 р.  | 1994 р.  | Яков Пері      |
| 9  | 1994 р.  | 1995 р.  | Кармі Ґілон    |
| 10 | 1995 р.  | 2000 р.  | Амі Аялон      |
| 11 | 2000 р.  | 2005 р.  | Аві Діхтер     |
| 12 | 2005 р.  | 2011 р.  | Юваль Діскін   |
| 13 | 2011 р.  | 2016 р.  | Йорам Коген    |
| 14 | 2016 р.  | 2021 р.  | Надав Арґаман  |
| 15 | 2021 р.  | донині   | Ронен Бар      |